# Domination byzantine sur les terres bulgares
 (avril 2021).
Si vous disposez d'ouvrages ou d'articles de référence ou si vous connaissez des sites web de qualité traitant du thème abordé ici, merci de compléter l'article en donnant les références utiles à sa vérifiabilité et en les liant à la section « Notes et références ».

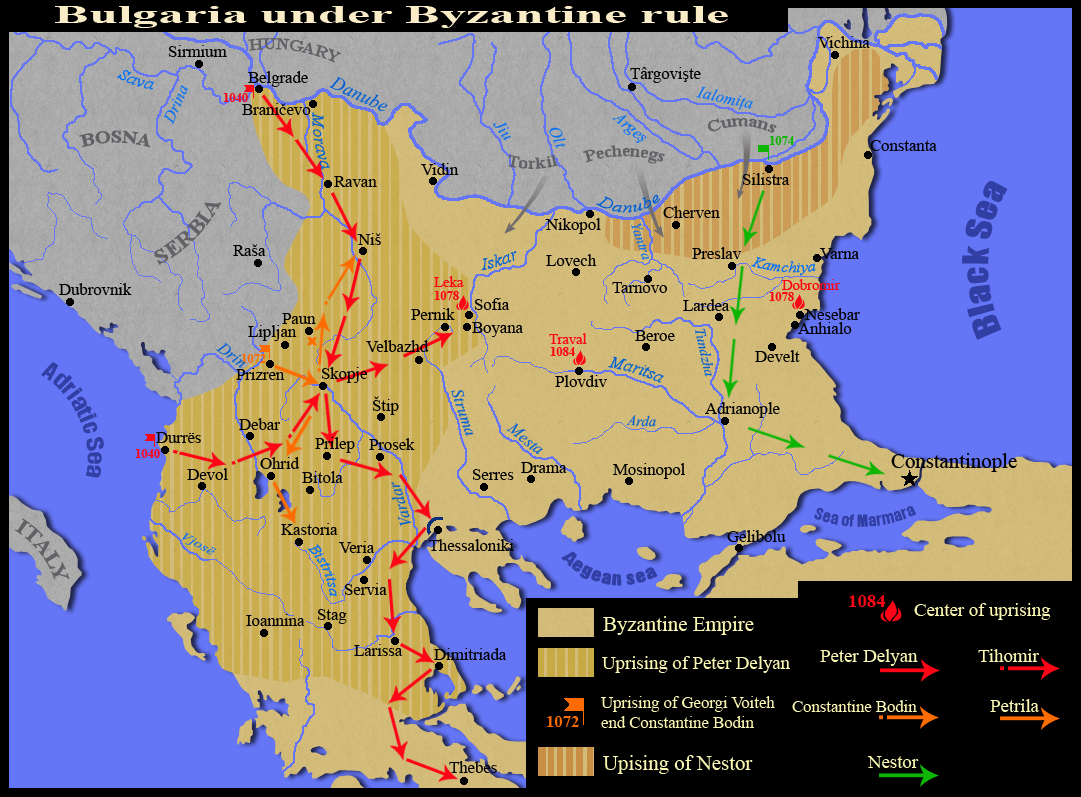
Domination byzantin 1018-1185

Dominaition byzantin 1018-1185

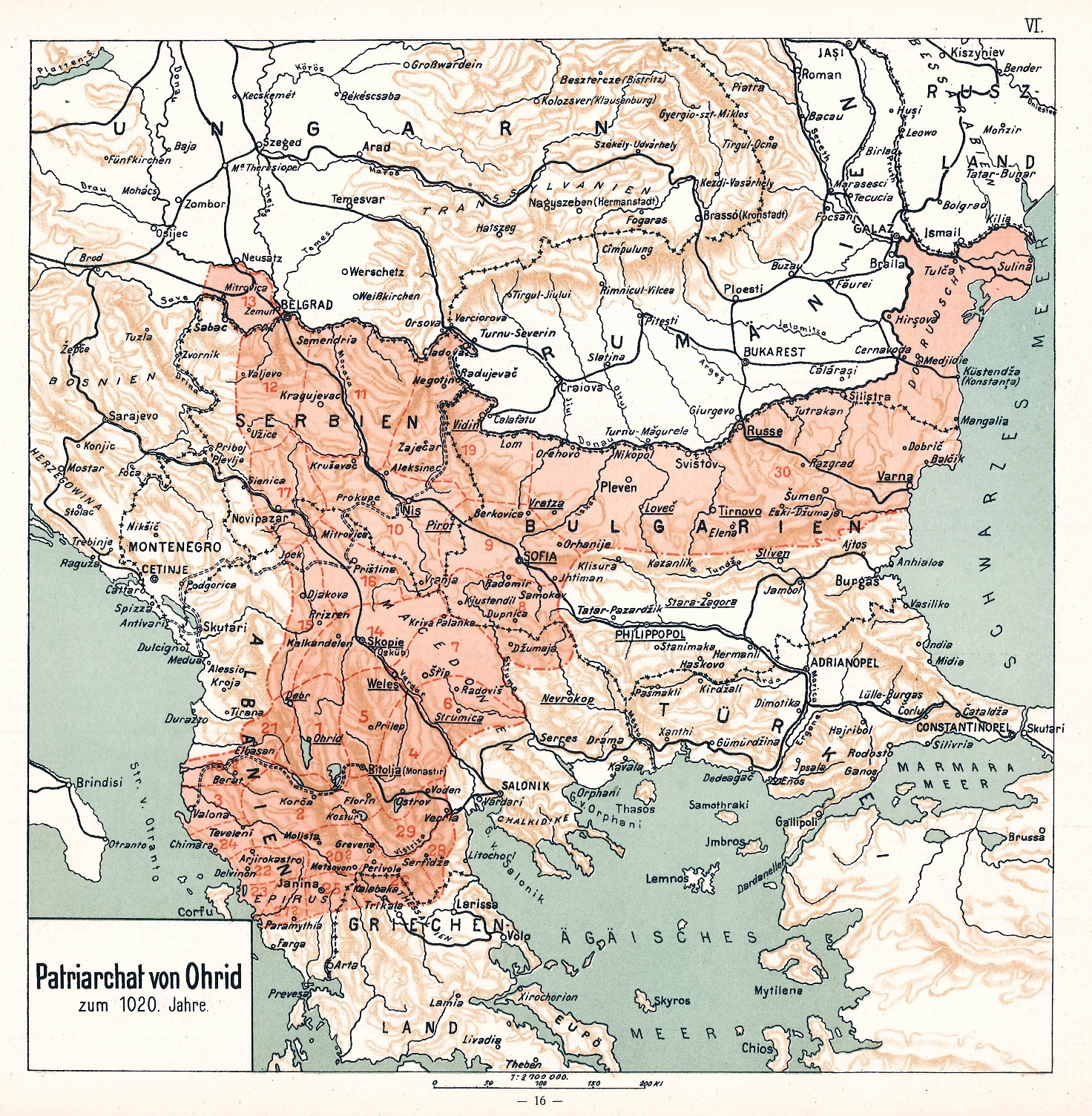
Diocèses de l'archevêché d'Ohrid vers 1020 selon les diplômes de l'empereur Basile II pour la diocèse et les droits de l'archevêché d'Ohrid (carte de Dimitar Rizov, 1917.)

La domination byzantine est un terme utilisé dans l' histoire bulgare pour désigner la domination de l'Empire byzantin qui dura plus de deux siècles sur les terres bulgares . Il ne faut pas oublier qu'avant 681, ces terres faisaient partie de Byzance.

## Conquête
Au milieu du Xe siècle, Byzance, alliée à la Rus' de Kiev, et la Bulgarie dut se battre seule contre les deux pays. Les Russes ont réussi à capturer la capitale Preslav, avec laquelle la Bulgarie a perdu toute la partie orientale de ses territoires. Le silence des sources durant la période 971 - 976 permet diverses hypothèses. On ne sait pas si à cette époque la partie ouest du royaume, qui en 971 est officiellement conquis, continue de fonctionner comme un État indépendant au cours de la révolte des Comitopuli qui était en cours. En 976, les Romains ont été expulsés du nord-est de la Mésie avec Dobrogea et la Bessarabie actuelle par les boyards Peter et Boyan . En 977, le tsar romain monta sur le trône, rétablissant officiellement le régime tsariste dans le pays. Au cours de la guerre incessante avec Byzance, qui eut lieu avec plus ou moins de succès, mais au début du XIe siècle, la Bulgarie commença progressivement à décliner.

### Basile II le tueur bulgare
Au cours de la fin de la guerre, lors de la bataille de Belasitsa en 1014, l' empereur Basile II captura 15000 soldats bulgares, les aveugla puis les relâcha à nouveau, laissant un chef avec un œil pour 100 combattants. À la suite de ce spectacle horrible, le roi Samuel subit une crise cardiaque et décède. Quatre ans plus tard, en 1018 . après la mort d' Ivan Vladislav, la Bulgarie tombe complètement sous le règne de Byzance. Le dernier bastion de la résistance bulgare était la forteresse du mont Tomor dans le district de Kutmichevitsa — Tomorrnitsa.
Après la conquête, le patriarcat bulgare a été dégradé en archevêché autocéphale bulgare d'Ohrid et les diocèses de Thrace ont été enlevés.

## La ville bulgare sous la domination byzantine
La vie urbaine dans les terres bulgares est représentée par son témoin le voyageur Mohammed Al-Idrisi, qui les traversa au milieu du XIIe siècle. Dans sa Géographie, Idrisi décrit la ville bulgare sous la domination byzantine comme hautement agraire, avec une ferme agricole et d'élevage typique, avec un commerce «rural», où l'on ne voit presque aucun développement de l'artisanat. D'autres sources manquent également de données fiables sur l'épanouissement de l'artisanat bulgare pendant cette période, à l'exception de la construction d'églises et de monastères, mais seulement dans certaines régions du sud. Les recherches ont montré une baisse significative de la production artisanale dans les anciens centres de Pliska et Preslav . La fine céramique multicolore Preslav cède la place à des produits à technique réduite. Les artisans urbains sont principalement liés à l'agriculture et continuent de travailler dans l'agriculture aux XIème-XIIème siècles. Malgré le fait que les villes bulgares étaient déjà incluses dans le territoire de Byzance et subissaient déjà plus directement et à plus grande échelle l'influence de l'économie byzantine plus développée, le marché byzantin animé, un commerce relativement important des villes telles que Vidin, Nikopol, Cherven, Drustar et d'autres conservent un caractère essentiellement agraire. Leur population a été forcée de produire des céréales en si grandes quantités pour répondre aux besoins de l'armée byzantine.

## Les soulèvements contre la domination byzantine

### Soulèvement de Peter Delyan (1040-1041)
La première tentative de libération a été l'œuvre de Petar Delyan, mais a échoué. La raison spécifique du soulèvement était l'augmentation des impôts pour la population et l'abolition du régime antérieur préservé et des relations publiques par Basile II dans les terres bulgares . Le soulèvement a été annoncé à Belgrade et a couvert les terres bulgares occidentales ( Nis, Skopje ) incluses dans le thème Bulgarie . Les querelles internes affaiblirent les rebelles et ils furent vaincus par des mercenaires normands au service byzantin. Le chef du soulèvement est aveuglé. (voir Garde varangienne et Antinormannisme)

### Soulèvement de Georgi Voitech (1072 - 1073)
En 1072, un an après la bataille de Mantsikert, Skopje Boyar Georgi Voyteh monte une rébellion a Prizren pour le roi bulgare sous le nom de Peter III qui a été proclamé Constantin Bodin et comme un descendant direct de Comitopuli . Cette tentative de révolution a échoué.

## Restauration de l'État bulgare
Après la perte dans la bataille de Miriokefalon à Byzance, des processus politiques internes favorables mûrissaient, contribuant à l'essor du mouvement de libération nationale bulgare. Asenevtsi conclut une alliance stratégique pour lutter contre Byzance dans les Balkans avec le grand gouverneur Stefan Nemanja .
Au printemps 1185 les frères Asen et Petar ont décidé de déclencher un soulèvement à Tarnovo . De nombreuses personnes ont rejoint le soulèvement à cause de la taxe sur le bétail. Les rebelles ont décidé de déclencher le soulèvement le jour de la Saint-Dimitrov . Afin d'encourager le peuple, et comme signe du début des actions, les frères Assen et Peter ont répandu la rumeur que saint Démétrius avait quitté Thessalonique et que son icône se trouvait dans l'église construite par les frères.
Le 26 octobre 1185,  Assen et Peter se sont déclarés contre la domination byzantine dans les terres bulgares et le frère aîné Peter a été proclamé tsar Peter IV (plus tard, le jeune Assen a pris le pouvoir). Le général romain Alexis Branas a perdu les premières batailles avec les rebelles. Au printemps de 1187 . L'empereur Isaac II Angel assiégea lui-même la forteresse de Lovech pour reprendre le contrôle de Mésie . Après un siège infructueux de trois mois, il capitula et signa un traité de paix de jure reconnaissant le rétablissement de l' indépendance et du statut d'État bulgares. Cet acte marque le début du deuxième royaume bulgare .

## Voir également
- Terres bulgares sous domination ottomane